# ميرفين جونز (سياسي)
ميرفين جونز (بالإنجليزية: Mervyn Jones)‏ هو دبلوماسي وسياسي بريطاني، ولد في 23 نوفمبر 1942. انتخب Governor of the Turks and Caicos Islands ‏ ( – 2002).